# تیازیل فلوئورید
تیازیل فلوئورید (به انگلیسی: Thiazyl fluoride) با فرمول شیمیایی NSF یک ترکیب شیمیایی با شناسه پاب‌کم ۱۴۰۴۳۰ است. که جرم مولی آن ۶۵٫۰۷ g/mol می‌باشد. شکل ظاهری این ترکیب، بلورهای دستگاه بلوری مکعبی زرد است.